# Pilar Miró

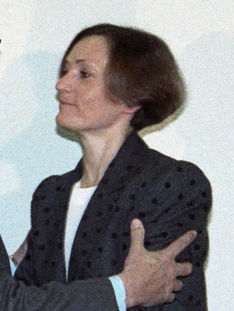
Pilar Miró (1989)

Pilar Miró Romero (* 20. April 1940 in Madrid; † 19. Oktober 1997 ebenda) war eine spanische Drehbuchautorin und Regisseurin.

## Biografie
Pilar Miró entstammte einer Militärfamilie. Sie entschied sich zunächst für ein Studium der Rechtswissenschaften und des Journalismus, graduierte jedoch an einer Filmhochschule, der Escuela Oficial de Cine, wo sie auch kurze Zeit lehrte. Ab 1960 arbeitete sie beim staatlichen Fernsehen TVE, anfangs in der Redaktionsassistenz und der Produktionsleitung, später auch als Drehbuchautorin und Regisseurin.
Ihren ersten großen Erfolg hatte sie 1979 mit dem nach einem authentischen Fall inszenierten Film Das Verbrechen von Cuenca. Pilar Miró, die seit 1976 Mitglied der Sozialistischen Partei Spaniens war, wurde wegen dieses Films vorgeworfen, die Guardia Civil beleidigt zu haben, insbesondere aufgrund der sehr drastischen Folterdarstellungen. In der Folge musste sie sich wegen ihres Films vor einem Militärgericht verantworten. Der Film fand daher erst 1981 den Weg in die spanischen Kinos, wobei vermerkt werden muss, dass Das Verbrechen von Cuenca im Jahr zuvor schon als Wettbewerbsfilm an der Berlinale teilnahm.
Der sozialistische Regierungschef Felipe González holte sie 1982 ins Kultusministerium und ernannte sie zur Staatsbeauftragten für Film und Kino. Zwischen 1986 und 1989 war sie Intendantin des staatlichen spanischen Fernsehsenders TVE.
1992 gewann sie mit ihrem Film Beltenebros den Silbernen Bären für herausragende künstlerische Leistungen während der 42. Internationalen Filmfestspiele Berlin. Mit ihrem Film El Pájaro de la Felicidad nahm sie 1993 bei den 46. Internationalen Filmfestspielen von Cannes innerhalb der Sektion "Un Certain Regard" teil. 1995 war sie Mitglied der Jury bei den 45. Internationalen Filmfestspiele Berlin. Bekanntheit erlangt sie vor allem, als sie 1995 und 1997 die Fernsehübertragungen der Hochzeiten der Töchter von König Juan Carlos I., Elena von Spanien und Cristina von Spanien, leitete.
Pilar Miró, die an Herzproblemen litt und sich bereits 1982 einer Herzoperation unterzogen hatte, starb an einem Herzinfarkt, wobei die zeitliche Nähe zur Ausstrahlung der Hochzeitsfeierlichkeiten besondere Aufmerksamkeit und Anteilnahme in der spanischen Medienwelt und Öffentlichkeit hervorrief. Sie hinterließ einen Sohn, Gonzalo Miró, zum Zeitpunkt ihres Todes sechzehnjährig, aus einer Beziehung mit dem Journalisten José Luis Balbín.

## Filmografie als Regisseurin
- La petición (1976)
- El crimen de Cuenca (1979)
- Gary Cooper estás que en los cielos (1980)
- Hablamos Esta noche (1982)
- Werther (1986)
- Beltenebros (1991)
- El Pájaro de la Felicidad (1993)
- El Perro del Hortelano (1995)
- Tu nombre envenena mis sueños (1996)